# Borjgali

Borjgali

Borjgali és un símbol del Sol antic de Geòrgia i està relacionat amb els símbols mesopotàmics i de Sumèria de l'eternitat i el sol. La imatge és d'estructura complexa. En general es representa dins del cercle, que simbolitza l'univers. A la part inferior de la imatge es troba l'Arbre de la Vida. Les arrels de l'arbre d'entrar en el "passat" i les seves branques de palma com són per al "futur". L'arbre en si sumboliza la continuïtat entre passat, present i el futur. El Borjgali normalment es col·loca per sobre dels arbres i simbolitza el sol, el moviment i la vida eterna. Avui en dia, el símbol s'utilitza en els identificadors de Geòrgia i dels passaports, així com en moneda. El Borjgali també s'utilitza com un segell de l'Associació d'Amistat basco-georgiana.